# Китира
Китира (на гръцки: Κύθηρα) е остров на юг от полуостров Пелопонес, между континентална Гърция и остров Крит, където се срещат Йонийско, Егейско и Критско море. Числи се към Йонийските острови, като е най-малкият (279,59 km) от шесте големи, но в действителност географски принадлежи към Егейските острови и по-точно към Цикладите, тъй като се мие от водите на Егейско море. На север широкия 13 km протока Елафонисос го отделя от полуостров Пелопонес и малкия остров Елафонисос, а на юг протока Китира (широк 33 km) – от малкия остров Антикитира. Зает е основно от ниски възвишения (максимална височина 507 m), склоновете на които се спускат стръмно към околните брегове. Покрит е с твърдолистна храстова растителност. Основен поминък на населението са субтропичното земеделие и риболова. На острова има четири по-големи селища (Китира, Каравас, Потамос и Митата) и няколко малки селца.
Китира според древногръцката митология е родното място на Афродита – най-красивата богиня на Олимп. Островът е разположен южно от Пелопонес и северозападно от Крит, което предопределя принадлежността му към Атика. Поради политически причини е причислен към йонийската група острови, тъй като е включен в т.нар. Република на седемте острова (1800 – 1807), прераснала в Йонийска република, още преди да бъде преотстъпен на кралство Гърция през 1864 г.

## История
Островът носи името на Китиро – цар на финикийците, които били първите заселници на острова. Местната култура и архитектура е повлияна от съвместното съжителство на гърци, венецианци, османци и британци.
Столица на острова е град Хора, разположен в южната част на острова. Това име е останало още от времето на елините и финикийците, които по аналогичен начин наричали и жителите на античния мегаполис на Картаген – картагенска хора.
През 1204 г. рицарите от Четвъртия кръстоносен поход превземат Константинопол и голяма част от византийските територии, включително Китира, попадат под властта им. Китира заедно с множество други острови става владение на Венецианската република, която по този начин си осигурява контрола върху търговските пътища към Ориента. Първият херцог на Китира е венецианецът Марко Вениер от патрицианския род Вениер, а впоследствие титлата става наследствена за неговите потомци. По време на венецианското управление островът е наричан Чериго (на италиански: Cerigo).